# Manoir de Putot-en-Auge
Le manoir de Putot-en-Auge est un édifice situé à Putot-en-Auge, en France.

## Localisation
Le monument est situé dans le département français du Calvados, à Putot-en-Auge.

## Historique
Le manoir est daté du troisième quart du XVIIIe siècle.
Le pressoir, l'écurie, l'allée, le logis, le vestibule, l'escalier, le salon, l'élévation, la rampe d'appui, la toiture et le décor intérieur sont inscrits au titre des Monuments historiques depuis le 27 janvier 1989.